# Viskositet
Viskositet er en væskes, gas' eller plasmas træghed eller dens indre friktion. Eksempelvis er vand "tyndt", hvorimod honning er "tykt", hvorfor vand har en lavere viskositet end honning. Viskositet er en afgørende faktor i mange produktionsprocesser, for ud fra den kan man skaffe oplysninger om råvarers, halvfabrikaters og slutprodukters koncentration, konsistens og "hældbarhed". Løbende kontrol af viskositet giver mulighed for at foretage justeringer, mens processen pågår, og det bidrager til at mindske frafald og fejl.

## Måling af viskositet
Når man måler viskositet, sker det efter en opdeling af stofferne i to kategorier: de såkaldte newtonske og de ikke-newtonske væsker. Forskellen mellem dem kan bedst illustreres ved at sammenligne to stoffer, som er almindeligt kendte.
En newtonsk væske er f.eks. smøreolie, hvor der er ligefrem proportionalitet mellem produktets "sejhed" og den spænding, det kræver at foretage forskydninger i væsken (sml. Newtons forskydningslov). Det gælder for de fleste væsker, som er homogene på samme måde som smøreolie, at de også er newtonske. For newtonske væsker gælder det, at viskositeten er uafhængig af, hvor hurtig man rører rundt i den.
En ikke-newtonsk væske er f.eks. sødmælk. Alle er enige om, at den ikke er ensartet, og mens nogle forsøger at øge homogeniteten ved at ryste kartonen, mens andre ønsker at udnytte den, så de kan skumme fløden. Det gælder for mange opslemninger og heterogene væsker, at de tilhører denne gruppe. Væsker, der ikke er newtonske, ændrer viskositet, når man ændrer på omrøringshastigheden. Man siger, at de er enten hastighedsfortyndende (viskositeten falder ved hurtigere omrøring) eller hastighedsfortykkende (viskositeten stiger ved hurtig omrøring). Der findes mange eksempler på hastighedsfortyndende væsker, da de er normalt forkommende i hverdagen. Bl.a. er ketchup og mange malinger hastighedsfortyndende. Derimod er der kun få eksempler på hastighedsfortykkende væsker, heriblandt koncentrerede opslæmninger af sand i vand (eks. kviksand) og koncentrerede opløsninger af majsstivelse i vand.
Enheden for viskositet er Pas (pascal-sekund).

## Viskositetsgrupper
Stoffer inddeles efter deres viskositet i tre grupper:
- Stoffer med høj viskositet, såsom gummi, polymerer, asfalt, beg og harpiks.
- Stoffer med middel viskositet, såsom fyringsolie, maling, trykfarver, lakker, smøremidler og fedtstoffer.
- Stoffer med lav viskositet, såsom petroleum og lette olier.